# محمد كوزبار
محمد كوزبار أو محمد كزبر شاب لبناني من أصل إماراتي هو الأمين والسكرتير العام لمسجد فينسبري بارك في لندن ويعتبر أيضا نائب رئيس الرابطة الإسلامية في بريطانيا.

## رئاسه مسجد فينسبري بارك
كوزبار هو رئيس مسجد فينسبري بارك وله جهود على تحويل المسجد إلى مكان جيد للعبادة.